# Vaughan Thomas
Hugh Vaughan O. Thomas (* 12. Juni 1964 in Bangor, Wales; † Dezember 2022) war ein britischer Steuermann im Rudern.

## Biografie
Vaughan Thomas schloss 1990 ein Studium in Biologie und Anthropologie am Oxford Polytechnic ab. 
Als Steuermann im Rudern konnte er 1981 und 1982 mit der Shrewsbury School die Henley Royal Regatta gewinnen. In denselben Jahren steuerte er bei den Juniorenweltmeisterschaften den britischen Vierer- bzw. Zweier. Zwischen 1984 und 1985 agierte Thomas als Steuermann des University of London Boat Club beim Britannia Challenge Cup. 1986 gewann er mit dem Achter des Nautilus Boat Club den Grand Challenge Cup. Im gleichen Jahr gewann Thomas bei den Commonwealth Games in Edinburgh Silber mit dem englischen Achter. Zwischen 1986 und 1993 nahm Thomas an vier Weltmeisterschaften teil und gewann 1989 Bronzemedaille im Vierer mit Steuermann. Bei den Olympischen Sommerspielen 1988 wurde er zusammen mit Adam Clift, John Maxey, John Garrett und Martin Cross in der Vierer-mit-Steuermann-Regatta Vierter.